# Parvablemma
Parvablemma là một chi bướm đêm thuộc họ Erebidae.